# Alkanna strigosa
Alkanna strigosa är en strävbladig växtart som beskrevs av Pierre Edmond Boissier och Hohen. Alkanna strigosa ingår i släktet Alkanna och familjen strävbladiga växter. Inga underarter finns listade i Catalogue of Life.